# Stenkyrka landskommun, Bohuslän
Stenkyrka landskommun var en tidigare kommun i dåvarande Göteborgs och Bohus län.

## Administrativ historik
I samband med att 1862 års kommunalförordningar trädde i kraft den 1 januari 1863 inrättades i Stenkyrka socken i Tjörns härad i Bohuslän då denna kommun. 
29 januari 1886 inrättades här Klädesholmens municipalsamhälle som sedan 1903 tillsammans med en utbruten del av landskommunen bildade Klädesholmens landskommun.
29 januari 1886 inrättades här Tjörnekalvs municipalsamhälle och Åstols municipalsamhälle.
18 februari 1888 inrättades här Skärhamns municipalsamhälle, 6 juli 1906 Stora Dyröns municipalsamhälle och 17 mars 1910  Blekets municipalsamhälle.
1918 utbröts Rönnängs landskommun med Tjörnekalvs, Åstols och Stora Dyröns municipalsamhällen samt en del av Blekets municipalsamhälle vars andra del kvarstod i denna landskommun. 
Vid  kommunreformen 1952 uppgick kommunen och Skärhamns och Blekets municipalsamhällen i Tjörns landskommun som 1971 ombildades till Tjörns kommun.

## Politik

### Mandatfördelning i Stenkyrka landskommun 1938-1946
| 17 |  | 7 |

| 25 |

| 4 | 17 | 4 |

| 25 |

| 4 | 21 |

| 25 |